# Sebesmező
Sebesmező (románul: Poiana) falu Romániában, a Bánságban, Krassó-Szörény megyében

## Fekvése
Karánsebestől délnyugatra fekvő település.

## Története
Sebesmező, Polyána nevét 1489-ben Mátyás király oklevele említette először Polyana néven.
1531-ben Poyana, 1588-ban Pojana, 1613-ban Pojan, 1808-ban Pojana, 1888-ban Pojána, 1913-ban Sebesmező néven volt említve.
1489 előtt a Fiáth család birtokai közé tartozott. 1489-ben Mátyás király az aradi káptalan által az akkor Sebes vármegyében fekvő Beken, Polyana, és Polyanicza nevű falvakat Fiáth Lászlónak és testvérének Lajosnak új adományként adta hü szolgálataikért.
1501-ben Fiáth Lajos és László egymás között megegyeztek Polyana birtokon.
1501-ben Fiáth Ferenc az erdélyi káptalan és a karánsebesi ispánok előtt tiltakozott azért, hogy János király Poyana és más faluk eladományozása miatt.
1588-ban Báthory Zsigmond fejedelem levele szerint Pojana, Rúzs, Ökörpatak Karánsebessel határos.
1613-ban Örményesi Fiáth Zsigmond tiltakozott a kolozsmonostori konvent előtt, azért, hogy Báthory Gábor fejedelem a karánsebesi kerületben fekvő Bukin, Pojan, Pojanicza, Petrosnicza és más falvakat, mint sajátjukat, eladományozhassa.
Az 1690—1700 évi összeírásban Pojanát is említették, de e település nem osztozott az 1769-ben alakított zsupaneki oláh zászlóaljba kebelezett falvak sorsában. 1783-ban azonban a katonai végvidék területébe olvadt be.
Az utolsó török háború idejében e falu egy részét is fölperzselték. A háború után a falu addig szétszórtan álló házait egy helyre, a mostani helyükre telepítették át.
A katonai kormányzás idején az oláhbánsági határőrezred karánsebesi századához tartozott.
1851-ben Fényes Elek így írt a településről:
Pojen, Krassó vármegyében, Erdélyhez közel, magas, hegyes vidéken, 4 katholikus, 376 óhitü lakossal, anyatemplommal, szép erdővel. A Béga vizének egyik ága itt veszi eredetét. Birják Draskovics és Bogdanovics családok.
A trianoni békeszerződés előtt Krassó-Szörény vármegye Karánsebesi járásához tartozott.
1910-ben 1312 lakosából 2 magyar, 1286 román volt. Ebből 1310 görög keleti ortodox volt.